# 都城嘉慕威曼

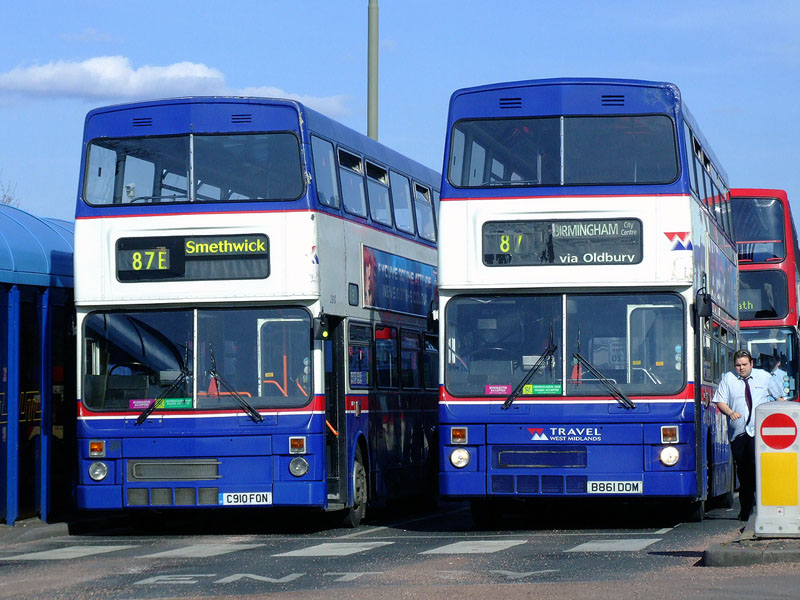
停泊於英國達德利的都城嘉慕威曼巴士

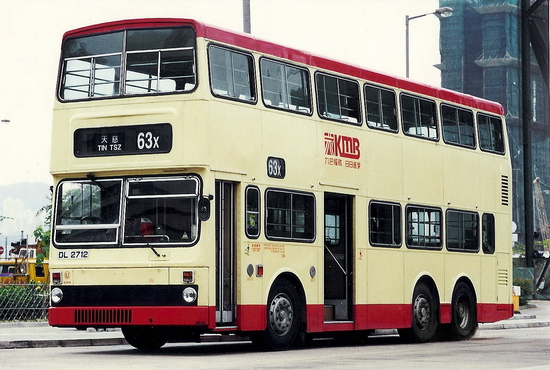
都城嘉慕威曼Metrobus三軸巴士

都城嘉慕威曼（英文：Metropolitan Cammell Weymann、Metro-Cammell Weymann，縮寫MCW）總部設於英國伯明翰，於1932年由都城嘉慕巴士部及Weymann Motor Bodies合組而成。以製造巴士車身起家，後來開始發展巴士底盤，包括都城嘉慕威曼都城巴士、Metroliner及都城嘉慕威曼都城騎士，成為英國首間巴士底盤製造商兼備製造巴士車身的公司；亦有生產的士（Metrocab）。

## 歷史
自1970年代末，都城嘉慕威曼已成為英國另一家大規模的巴士製造商。英國各地不少巴士營辦商都有採購都城嘉慕威曼生產的雙層巴士，最受歡迎的是都城巴士。自開始發展巴士底盤以來，都城嘉慕威曼已經採用自家設計的車身配置旗下的底盤，以「一條龍」形式售出。從1977年起到1989年，都城嘉慕威曼已在英國本土售出超過3000部巴士。

### 海外市場
都城嘉慕威曼的巴士車身曾經行銷世界各地，但配都城嘉慕威曼底盤的巴士則一直只有香港的中巴和九巴才積極購買，其中原因是廠方針對香港的營運環境設計出高載客量版本的都城巴士。早於1975年，中華巴士有兩部「大都會型」（Metropolitan）巴士行走，車身由都城嘉慕威曼組裝，底盤則由斯堪尼亞生產。中巴在試用過此兩部車後反應良好，在其影響下於1978年開始引入12部單門設計的9.7米都城嘉慕威曼都城巴士，同時又訂購40部近11.5米的都城巴士。1981年，基於中巴及九巴對新一代三軸巴士的需求，車廠更設計出12米三車軸版本，中巴購入2部，而九巴亦購入了3部。由於都城嘉慕威曼的巴士底盤及車身一條龍的生產工序節省了底盤製造商及車身製造商接洽的時間，三車軸版本的都城巴士便以最短的起貨時間(不足一年)成為了香港首款12米三軸巴士。
1980年代乃都城嘉慕威曼的全盛時期，當時除了英國本土市場外，香港的中巴和九巴亦積極訂購都城嘉慕威曼生產的巴士。中巴由1983年起再購入82部12米都城巴士；九巴由1983年起購入88部9.7米短車，並由1986年起購入254部11米三軸都城巴士；由於該車身較其他12米三軸版本的巴士車身為高，影響乘客上落車的速度，故九巴並沒有繼續購買12米版本；1987年起九廣鐵路巴士部亦買進了39部9.7米兩軸短車。
九巴及中巴亦於1988年獲廠方送出各兩部長陣版都城嘉慕威曼都城騎士（Metrorider）中型巴士作試驗之用。

### 結業
好景不常，都城嘉慕威曼之母公司 Laird 集團於1989年陷入財政危機，基於當時英國巴士製造業的不景氣，並無買家願意收購整間公司，故旗下產品的設計及生產權被分拆出售－Metrobus被DAF及Optare公司聯手購入並作為Optare Spectra的設計藍本，其後更發展出低地台版本；而Metrorider及Metroliner則雙雙被Optare公司購入，前者被修改後以相同名字重新推出市場，受到不少英國巴士公司青徠，但後者卻未有繼續生產；Metrocab則被英國汽車生產商Reliant購入並繼續出售。惟各購買者均未有延續都城嘉慕威曼早已建立的海外市場（包括香港在內），因此香港沒有入口它們生產的巴士。直至2017年，本港兩大專綫小巴營辦商進智公交和馬亞木響應香港政府「無障礙運輸」政策，於2017年引入Metrorider的第二代後繼車型Optare Solo SR。

## 關連項目
- 都城嘉慕
- VDL巴士，都城嘉慕威曼的巴士業務經DAF輾轉成為VDL集團旗下的VDL巴士。